# Маратхи (язык)
Мара́тхи (деванагари: मराठी, IAST: Marāṭhī) — один из индоарийских языков, язык маратхов. На маратхи говорят около 99,1 миллиона человек (2023), живущих преимущественно в Индии и на Маврикии. Он является одним из 22 официальных языков Индии и причисляется к 20 наиболее широко применяемым языкам мира.
Маратхи имеет давние литературные традиции. Он является главным языком штата Махараштра. Самостоятельным языком маратхи стал после откола от других языков своей группы предположительно около 1000 лет назад. Древнейшее свидетельство письменного маратхи находится на гигантской тысячелетней статуе в городе Шраванабелагола на юге Индии. Надпись повествует о царе Гангарайя, оплатившем сооружение статуи, а также о его военачальнике Чамундарайя, руководившем постройкой. Главным литературным деятелем маратхи считается средневековый писатель Днянешвар, которого в Индии высоко почитают.

## Распространение и статус

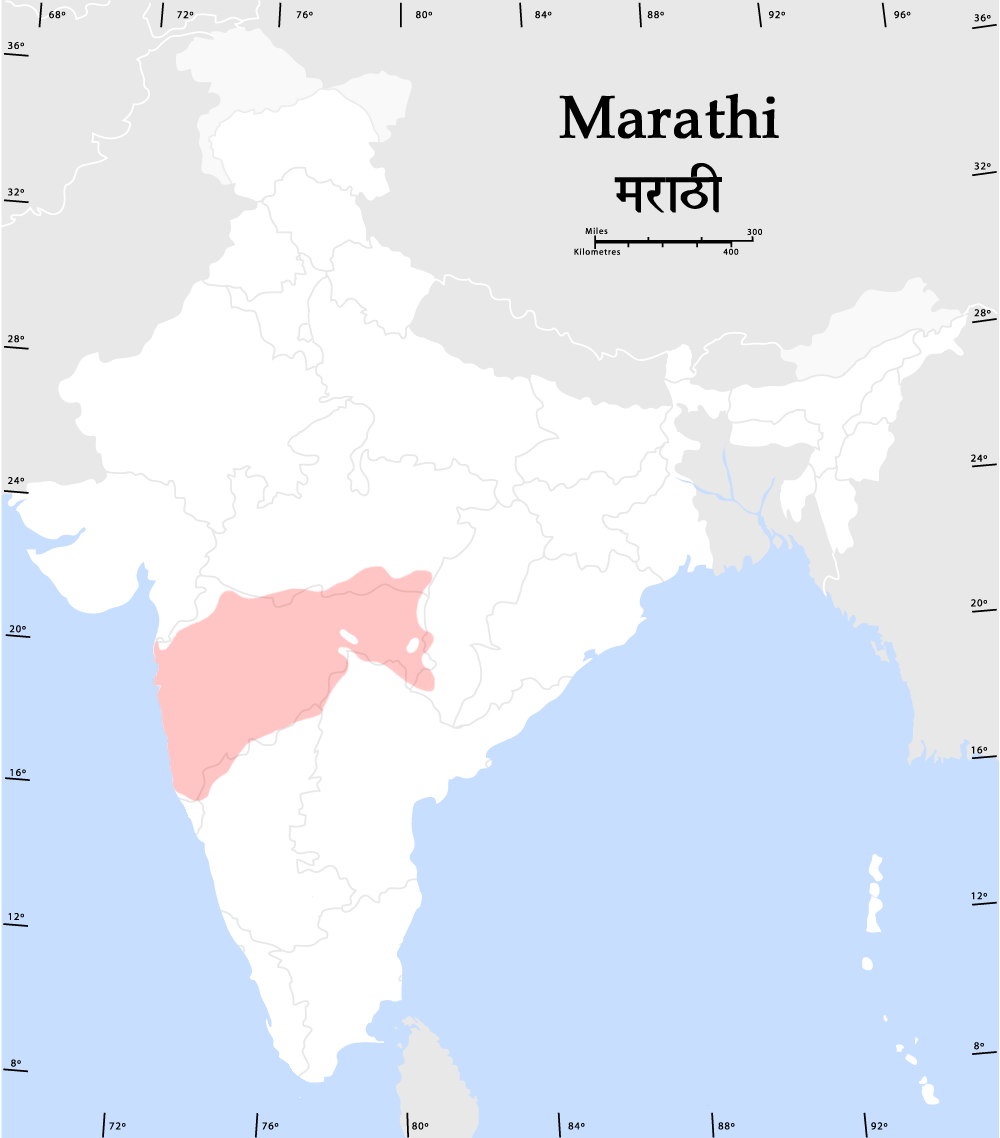
Распространение маратхи

Маратхи распространён в индийском штате Махараштра и в прилегающих районах соседних штатов Гуджарат, Мадхья-Прадеш, Гоа, Карнатака, Андхра-Прадеш и территорий Даман и Диу и Дадра и Нагар-Хавели. Значительные маратхиязычные общины имеются в таких городах как Вадодара, Сурат, Хайдерабад, Ахмедабад, Белгаум, Индаур, Гвалиор. Кроме того, язык используется эмигрантами по всему миру, главным образом в США, ОАЭ, Великобритании, Австралии, Сингапуре и др.
Маратхи имеет официальный статус в Махараштре, а также официальный статус наряду с другими языками в Даман и Диу и в Дадра и Нагар-Хавели. В Гоа, несмотря на официальный статус языка конкани, маратхи может использоваться во всех официальных целях. Кроме того, согласно конституции Индии, маратхи является одним из официальных языков страны.

## Диалекты
Учёные выделяют около 42 диалектов языка, основные различия между ними — лексические и фонологические. Тем не менее большинство этих диалектов довольно сходны между собой и взаимопонимаемы друг с другом. Основные диалектные группы включают: ахирани, кхадеши, зади-боли, вадвали, самаведи и аре-маратхи.

## Письменность

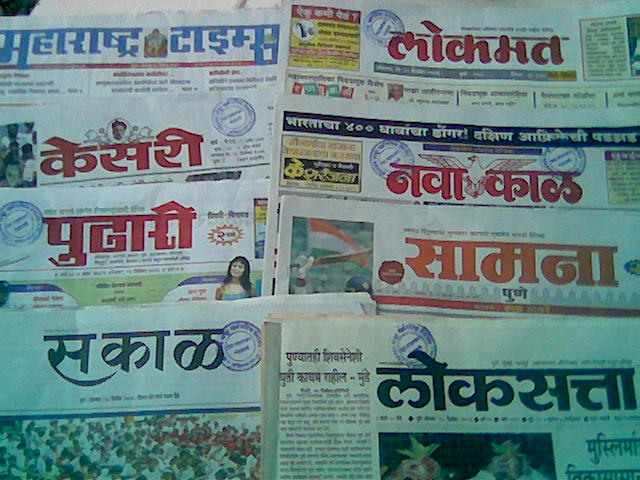
Газеты на языке маратхи

Письменный маратхи появился около XI века в виде надписей на камнях и медных пластинах. С XIII по середину XX века в качестве письменности использовалось письмо моди. С 1950 года используется алфавит деванагари, как в хинди и некоторых других индийских языках. На определённых исторических этапах в документации использовалась письменность на основе арабского.

## Лексика
Около 50 % лексики маратхи так или иначе восходят к санскриту, что больше, чем в других североиндийских языках. Такая лексика претерпела разной степени изменения. Примерами могут служить такие слова, как: nantar (от nantaram — «после»), puṣkaḷ (от puṣkalam — «много»), satat (от satatam — «всегда»), prayatna (от prayatnam — «попытка»), ghar (от gṛham — «дом»), vāgh (от vyāghram — «тигр»).
Влияние на лексику оказали также соседние дравидийские языки, персидский, арабский, английский, в меньшей степени — португальский. Примерами могут послужить:
- Begeen «рано» — заимствовано из каннада;
- Estek «имущество» — от английского estate;
- Jaahiraat «реклама» — от арабского zaahiraat;
- Shiphaaras «рекомендация» — от персидского sefaresh;
- Marjii «желание» — от персидского marzi.

Многие английские слова широко используются в разговорной речи, прочно войдя в словарь языка.

### Счёт от 1 до 10
1. Ek एक 
2. don दोन 
3. tin तीन 
4. ch-ar चार 
5. pa-ch पाच 
6. sa-ha सहा 
7. saa-th सात 
8. aa-th आठ 
9. nau नऊ 
10. da-ha दहा

## Примеры кратких фраз
| Слова/фразы     | Транслитерация                   | Перевод                                      |
| --------------- | -------------------------------- | -------------------------------------------- |
| नमस्कार           | Namaskār                         | «Привет/здравствуй»                          |
| तुम्ही कसे आहात?     | Tumhī kase āhāt?                 | «Как дела?»                                  |
| तू कसा आहेस?       | Tū kasā āhes?                    | «Как поживаешь? (мужчине)»                   |
| तू कशी आहेस?       | Tū kaśī āhes?                    | «Как поживаешь? (женщине)»                   |
| आपण कसे आहात?     | IAST: Āpaṇ kase āhāt?            | «Как у Вас дела? (формально)»                |
| तुम्हाला भेटून आनंद झाला | IAST: Tumhālā bheṭūn ānand jhālā | «Рад познакомиться с вами.»                  |
| पुन्हा भेटू          | IAST: Punhā bheṭū                | «До свидания (букв.: „Мы встретимся снова“)» |
| धन्यवाद           | Dhanyavād                        | «Спасибо»                                    |
| हो               | Ho                               | «Да»                                         |
| नाही              | Nāhī                             | «Нет»                                        |
| नको              | Nako                             | «Нет, спасибо»                               |
| किती?             | Kitī?                            | «Сколько?»                                   |
| कुठे?             | Kuthe?                           | «Где?»                                       |
| कसे?             | Kase?                            | «Как?»                                       |
| केव्हा?            | Kevha?                           | «Когда?»                                     |
| कोण?             | Kon?                             | «Кто?»                                       |
| काय?             | Kaay?                            | «Что?»                                       |
| शुभ रात्री          | Śhubh Ratri                      | «Спокойной ночи»                             |